# Leptanthura laevigata
Leptanthura laevigata är en kräftdjursart som först beskrevs av William Stimpson 1855.  Leptanthura laevigata ingår i släktet Leptanthura och familjen Leptanthuridae. Inga underarter finns listade i Catalogue of Life.